# 红旗楼街道
红旗楼街道，是中华人民共和国河北省张家口桥东区下辖的一个乡镇级行政单位。

## 行政区划
红旗楼街道下辖以下地区：
茶坊社区、铁道东街社区、工人村北社区、工人村东社区、工人村南社区、工人村西社区、汉桥街南社区、红旗楼北社区、红旗楼南社区、建国路南社区和胜利南路社区。